# Zone économique spéciale en Chine

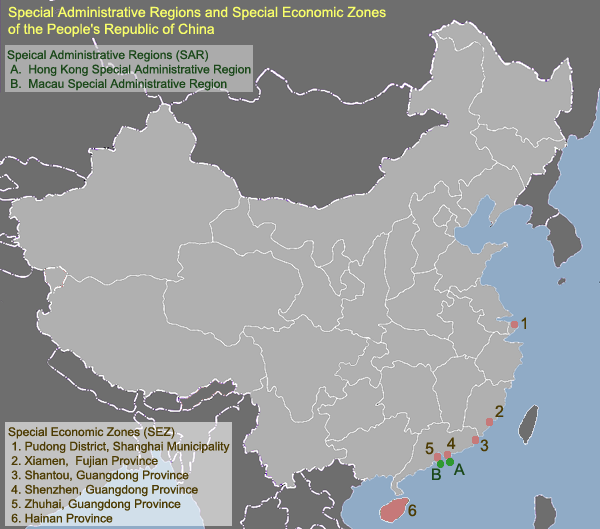
Localisation des différentes Zones Économiques Spéciales en Chine en 2006

En Chine, les zones économiques spéciales (经济特区 / 經濟特區, Jingji tequ) sont des espaces bénéficiant d'un régime juridique particulier qui les rend plus attrayants pour les investisseurs étrangers. Ces zones proposant aux entreprises étrangères des conditions préférentielles (droits de douane, libre rapatriement des investissements et des bénéfices, pas d’impôts pendant plusieurs années puis impôts très bas, statut d’extra-territorialité pour les cadres qui viennent travailler...) ont été depuis 1980 un vecteur important des réformes.

## Histoire
En 1979, quatre zones économiques spéciales (ZES) chinoises ont été créées dans les provinces du Guangdong et du Fujian dans le sud de la Chine pour attirer les investisseurs étrangers. Sous le gouvernement de Deng Xiaoping, ces ZES ont connu un décollage remarquable, notamment celle de Shenzhen. Shenzhen occupe une place particulière dans l'histoire de la réforme chinoise moderne. Mise en place comme la première zone économique spéciale en vertu de la libéralisation économique en 1980, la ville est passée d'une petite communauté de pêcheurs à une métropole de 10 millions de personnes en seulement 35 ans. À l'époque, c'était une façon d'expérimenter les réformes économiques que les dirigeants chinois avaient peur de déployer à l'échelle nationale en une seule fois.
La première génération de ZES chinoises est concentrée sur la fabrication et l'exportation de produits de base standards (comme les vêtements prêts à porter, chaussure de sport, etc.). Ces ZES de première génération étaient toutes situées sur le littoral pour faciliter le transport des matières premières et ainsi les exportations de produits finis. Ainsi, leur succès a été basé sur les prix imbattables qui ont forcé de nombreuses usines occidentales, souffrant de coûts de production élevés, à migrer vers la Chine ou les autres pays en voie de développement. Pourtant, en raison de la croissance économique rapide et de la hausse constante des salaires, la première vague de l'industrie chinoise s'est progressivement déplacée vers l'intérieur ou vers les pays voisins. Dans le même temps les ZES d'origine se sont reconverties dans une production plus sophistiquée, à plus forte valeur ajoutée, et notamment dans les services financiers.

## Liste des zones économiques
En 2014, les ZES chinoises incluent : les villes de Shenzhen, Zhuhai, Shantou, Xiamen (Amoy), Kashgar et la province de Hainan. En 1984, quatorze villes côtières étaient ouvertes aux investissements étrangers: Dalian, Qinhuangdao, Tianjin, Yantai, Qingdao, Lianyungang, Nantong, Shanghai, Ningbo, Wenzhou, Fuzhou, Guangzhou, Zhanjiang et Beihai. De plus, il y a 53 nouvelles zones plus spécifiques de développement économique et technique, quinze zones franches, les zones franches d'exportation et les zones de développement de haute technologie.

## Zones économiques spéciales etnew areas
Les zones économiques spéciales font partie des new areas (en). « Les new areas, nouvelles zones ou nouveaux quartiers de la République populaire de Chine sont de nouveaux quartiers urbains (des villes nouvelles ?) qui bénéficient d'un soutien économique et de développement spécial de la part du gouvernement central chinois ou du gouvernement régional. Les nouvelles zones sont divisées en deux catégories : administratives ou de gestion et divisées en niveaux : niveau étatique, niveau provincial et niveau préfectoral. » (traduction de l'article en anglais). Elles incluent donc les zones économiques spéciales, mais sont bien plus nombreuses.
Le 1er avril 2017 la Chine a ainsi annoncé la création de Xiong'an, au Hebei, en tant que New area (chinois simplifié : 新区 ; chinois traditionnel : 新區) afin de décharger Pékin des fonctions qui ne sont pas essentielles à son rôle de capitale et pour faire progresser le développement coordonné de la région Beijing-Tianjin-Hebei.

## Zones économiques spéciales chinoises à l'étranger
Vers la fin des années 1990, à la suite des incitations du gouvernement pour que les grandes entreprises chinoises deviennent internationales la Chine a lancé plusieurs ZES outre-mer. Ainsi, la Chine a établi les ZES en Afrique (à l'île Maurice, au Nigeria, en Zambie, en Égypte, et en Éthiopie) basée sur le modèle de Shenzhen,. En 2006, le Ministère Chinois du Commerce a apporté un soutien officiel à l'établissement de zones dans d'autres pays. Le programme ne se limite pas à l'Afrique. Six des 19 zones proposées sont situées dans des pays limitrophes : au Pakistan (1), en Russie (3) et au Viêt Nam (2). Quatre sont en Extrême-Orient : en Corée du Sud, au Cambodge, en Thaïlande, en Indonésie ; deux en Amérique latine, et sept en Afrique. Le statut de ces projets sont en cours de négociation - autres que ceux déjà mis en place en Afrique.

## Shanghaï: centre financier mondial
Au début du XXe siècle, Shanghai était un important centre financier en Asie. Ainsi, les initiatives récentes du gouvernement ont visé à restaurer ce statut. En juin 1990, le gouvernement chinois a ouvert le nouveau district de Pudong à Shanghai et les villes au long de la vallée du fleuve Yangtsé ont été ouverts à l'investissement étranger. Alors, le district de Pudong est devenu la nouvelle « tête du dragon » chinoise - soulignant l'importance des grappes industrielles et de finance. Depuis sa création, Pudong a fait de grands progrès en attirant les capitaux étrangers. En outre, l'État[Qui ?] a permis à Shanghai de mettre en place une bourse aux instruments financiers complexes et permettant aux banques à capitaux étrangers de s'engager dans des affaires en devise local chinoise (RMB).
En 2013, l'État[Qui ?] a approuvé Shanghai comme zone de libre-échange[réf. nécessaire]. Cela était un acte stratégique pour identifier Shanghai comme centre financier de la Chine et acteur mondial. D'autres zones de libre échange pilote ont depuis été créées à Tianjin, dans le Fujian et dans le Guangdong. L'objectif de la zone de libre échange du Guangdong est de répliquer l'environnement des affaires hongkongais à Shenzhen.